# Carlos de la Rica
Carlos de la Rica (Pravia, Asturias, 1929 - Carboneras de Guadazaón, Provincia de Cuenca, 1997) fue un poeta, editor y sacerdote español, uno de los miembros del postismo.

## Biografía
Nacido accidentalmente en Asturias, su familia vivió en Cuenca desde que él solo contaba con dos años de edad. Estudió en Cuenca, en el Seminario de San Julián, y se ordenó sacerdote en 1956. 
Fue párroco en el pueblo de Carboneras de Guadazaón y su comarca, un importante enclave histórico e industrial en el conquense señorío de Moya, y se involucró activamente en los movimientos sociales de oposición al régimen franquista. Asimismo, apoyó el reformismo del Concilio Vaticano II. 
En el aspecto literario, se comprometió en el postismo junto con sus amigos los poetas Ángel Crespo, Gabino Alejandro Carriedo y Federico Muelas. Colaboró en las revistas Deucalión y El Pájaro de Paja, participando en el llamado realismo mágico rompiendo con la llamada "poesía sacerdotal". Por entonces escribió Ciudadela, publicada muy posteriormente en 1995, y La Casa (1960). 
En los sesenta, su empleo de los grandes mitos del clasicismo griego y de la vanguardia en su poesía política -el realismo mitológico- fracturó casi definitivamente sus relaciones con los poetas sociales de la época, que no admitían ninguna vocación humanística, fuera de su carácter creyente, su confeso monarquismo y su apoyo a la causa israelí. Sin embargo, su compromiso social tampoco hizo que fuera aceptado por los culturalistas "venecianos" o "novísimos" del 68; ese sesgo se aprecia claramente en Edipo el rey (1965) y Poemas junto a un pueblo (1977).
En sus últimos años Carlos de la Rica volvió a sus raíces vanguardistas en Poemas de amar y pasar (1982) y su Oficio de alquimista (1995), que se completó con ese gigantesco homenaje a la cultura clásica grecolatina y judeocristiana que fueron sus Juegos del Mediterráneo, publicado póstumo.
Por entonces patrocinó la estética del neopostismo a través del grupo poético de «La Camama» protagonizado por José del Saz Orozco, Manuel San Martín, Carlos Asorey y Luis Lloret, que apoyó por medio de la fundación de la modesta editorial El Toro de Barro, fundada en 1965 y de significativa labor en la década de los ochenta. Es la segunda editorial más antigua de España y una de los diez más antiguas del mundo dedicada en exclusiva a la poesía. En sus fondos figuran obras de Ángel Crespo, Gabino Alejandro Carriedo, Eduardo Chicharro Briones, Carlos Edmundo de Ory y Rafael Talavera, así como poemarios vanguardistas de las generaciones más jóvenes de la poesía española. Su labor editorial la continúa actualmente el crítico Carlos Morales.

## Obra

### Poesía
- El mar (Cuenca: El Toro de Barro, 1959)
- La casa (Madrid: Carlos de la Rica, 1960)
- Los duendes (Cuenca: Los Pliegos del Hocino, 1965)
- Edipo el rey (Cuenca: El Toro de Barro, 1965)
- Veinte poemas experimentales, con Luis Muro, Antonio Gómez y Jesús Antonio Rojas (Cuenca: El Toro de Barro, 1972)
- Poemas junto a un pueblo (Madrid: Poesía de España, 1977)
- Roma (Cuenca: El Toro de Barro, 1981)
- Poemas de amar y pasar (Madrid: Los Libros de Fausto, 1982)
- Columnario de Cuenca (Cuenca: Diputación Provincial, 1989)
- Ciudadela 1952-1954 (Mérida: Editora Regional de Extremadura, 1992)
- Oficio de alquimista (Madrid: Verbum, 1995)
- Yad Vashem (Nuevo Baztán: El Toro de Barro, 2000)
- Juegos del Mediterráneo (Madrid: Huerga y Fierro, 2001)

#### Antología
- Poesía 1959-1989 (Barcelona: Anthropos, 1993)
- Cántico a la creación (Toledo: Junta de Comunidades de Castilla-La Mancha, 2003 por Carlos Morales del Coso)

### Teatro
- La salvación del hombre (Cuenca: El Toro de Barro, 1967)
- La razón de Antígona (Cuenca: El Toro de Barro, 1980)

### Cuento
- El hallazgo de Simuel y otros cuentos de Contrebia (Cuenca: El Toro de Barro, 1980)
- Piedras, rostros y paisaje (Cuenca: Alcaná, 1993)
- Mínima saga del Guadazaón (Cuenca: Art, 2010)

### Ensayo
- Cartas astrales (Cuenca: El Toro de Barro, 1979)
- Pregón oficial de la Semana Santa de Cuenca 1983 (Cuenca: Caja de Ahorros de Cuenca y Ciudad Real, 1983)
- Loa y elogio de las cosas de Cuenca (Cuenca: El Toro de Barro, 1984)
- Carboneras de Guadazaón (Cuenca: El Torro de Barro, 1984)
- Los mimbres de mi cesta (Cuenca: El Toro de Barro, 1986)
- La pasión según San Lucas (Bilbao: Carlos de la Rica, 1993)
- La aportación castellano-manchega a las letras de España (Cuenca: Real Academia Conquense de Artes y Letras, 2006)

## Fuente
- Ángel Pariente, Diccionario bibliográfico de poesía española del siglo XX (2003)
- Amador Palacios, Recordando a Carlos de la Rica (2012)

- Datos: Q5752236